# Ilídio do Amaral
Ilídio Melo Peres do Amaral (* 3. September 1926 in Luanda, Angola; † 24. März 2017 in Lissabon) war ein portugiesischer Geograph.
Amaral war von 1975 bis 1976 Präsident des Instituto de Alta Cultura. 1976 wurde er korrespondierendes Mitglied und 1988 Vollmitglied der Academia das Ciências de Lisboa. Von 1977 bis 1979 war Amaral Rektor der Universität Lissabon.